# КФ Ерзени
КФ „Ерзени“ (на албански: Klubi i Futbollit Erzeni Shijak) е албански футболен отбор от град Шияк. Състезава се в албанската Суперлига. Домакинските си срещи играе на стадион „Тефик Яшари“, с капацитет 4 000 зрители..  

## История
Клубът е създаден през 1931 г.

## Основни даты в историята на клуба
- 1931 — основаване на клуба
- 1946 — първо участие в Суперлигата

## Успехи
- Първа категория: (Б група)
  -  Шампион (1): 1964/65

- Купа на Албания:
  - 1/2 финалист (1): 1948